# Puchar „Sportu” i PZHL 1982
Puchar „Sportu” i PZHL 1982 – pierwsza edycja rozgrywek o Puchar „Sportu” i PZHL.
Był określany jako Puchar PZHL, zaś w informacji prasowych pojawiało się także określenie Puchar Polski.
Rywalizacja odbywała się w czasie trwającego w Austrii turnieju mistrzostw świata Grupy B 1982, w których brała udział reprezentacja Polski.

## Wyniki
1/4 finału (mecz i rewanż): Mecze odbyły się 2 i 5 marca 1982:
- ŁKS Łódź – Naprzód Janów 3:7 i 6:9
- GKS Tychy – Polonia Bytom 6:3 i 1:4
- Cracovia – Podhale Nowy Targ 4:7 i 2:10
- Budowlani Bydgoszcz – Zagłębie Sosnowiec 4:8 i 4:9

1/2 finału (mecz i rewanż): Mecze odbyły się 9 i 12 marca 1982
- Polonia Bytom – Podhale Nowy Targ 5:7 i 3:2
- Naprzód Janów – Zagłębie Sosnowiec 12:4 i 6:5

## Finał
Rywalizacja w finale rozstrzygnęła się w dwumeczu w Nowym Targu 16 marca 1982 i w Katowicach-Janowie 23 marca 1982.
- Podhale Nowy Targ – Naprzód Janów 3:1 (1:0, 1:0, 1:1), bramki: Ruchała 17, Cyrwus 28, Wieczorkiewicz 43 (Podhale), Kwasigroch 59(Naprzód)[2][3]
- Naprzód Janów – Podhale Nowy Targ 7:3 (3:1, 2:1, 2:1),
- bramki: Naprzód - Kajzerek 5, H. Synowiec 13, 47 Adamiec 20, Negro 38, Wróbel 40,59
- Podhale: Ryłko 7, Ruchała 36, Słowakiewicz 60()[4][5][6]